# CB Breogán
Club Baloncesto Breogán, skraćeno Breogán španjolski je košarkaški klub iz grada Lugo u pokrajini Galicija. Osnovan je 1966. godine, a trenutačno sudjeluje u španjolskoj ACB ligi. Klub nastupa pod sponzorskim imenom Café Candelas. 

## Vanjske poveznice
- Službena stranica